# Mancomunidad de Concejos de la Zona Suroriental de Asturias

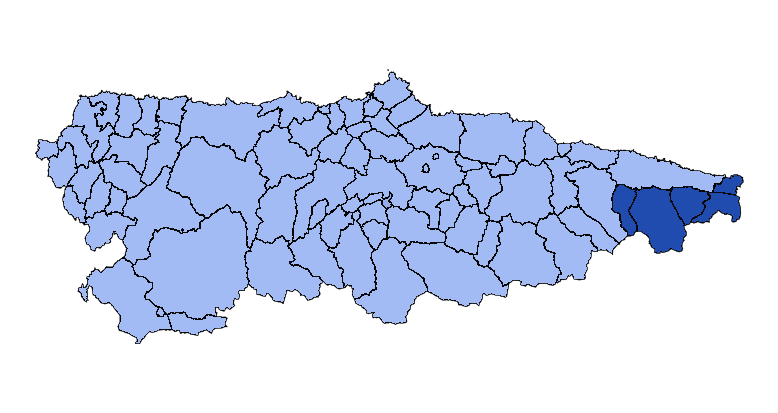
Vista de los concejos que forman la mancomunidad.

Comprende los concejos de:
- Cabrales
- Onís
- Peñamellera Alta
- Peñamellera Baja
- Ribadedeva

- Datos: Q5991172